# Басен језера Увс
Басен језера Увс (рус. бассейн Убсу-Нур монг. Увс нуурын ай сав) је ендорејски басен који се налази на територијалној граници Монголије и Туве, републике Руске Федерације. Базен је део централноазијског басена унутрашњег одводњавања и добио је име по језеру Увс (Uvs Nuur, Ubsu Nur), великом сланом језеру које се налази у западном делу његовог слива и једно је од последњих остатака мамутских степа. Увс језеро је плитко језеро са површином од 3.350 км2 (1.290 квадратних миља). Његов цео слив, који укључује неколико мањих језера, је 70.000 км2 (27.000 квадратних миља).
Слив језера Увс се такође може односити на удубину Убсунурска (руски:  Убсунурская котловина), која је западни део слива, или на преко 10.000 км2 (3.900 квадратних миља) заштићених подручја која покривају језеро и његову околину. Удубљење чини северни део депресије Великих језера, која има површину од преко 100.000 км2 (39.000 квадратних миља). Шупљина и највећи део слива налазе се у провинцијама Кховсгол, Завхан и Увс у северозападној Монголији и Монгун-Тајгинском, Овјурском, Тес-Кхемском и Ержинском округу у јужној Туви.
Слив је део комбинације уздигнутих земљишта и удубљења који се налазе широм планинских региона Тану Ола и Алтај. Овде се најсевернија пустиња на свету сусреће са најјужнијом зоном тундре северне хемисфере. Подручје од 10.560 км2 (4.080 квадратних миља), од чега се око три четвртине налази у Монголији, проглашено је резерватом биосфере 1997. године, а дјеломично преклапајућа зона приближно исте величине проглашена је Унесковом светском баштином 2003. године. Монголски део језера и његова непосредна околина су даље усвојени као Рамсарска мочвара 2004. године.

## Географија
Планине Тану-Ола чине северну границу удубине Убсунур. Језеро Тере-Кхол [св], једино слатководно језеро у басену, лежи, попут језера Увс, на руско-монголској граници. Источнији део слива језера Увс простире се, на северу, до гребена Сенгилен планине Сајан, а на истоку до басена језера Сангиин Далај. Јужни део котлине граничи се са басеном језера Кјаргас, са планинама Кан Коки које раздвајају оба басена депресије Великих језера. Више на истоку, планински ланац Булнај чини јужну границу слива језера Увс. Западно од басена језера Увс лежи ендорејски басен језера Урег, омеђен планинама Алтај. Гребен Каган-Шибету дели, делимично, басене језера Увс и Урег. Југозападни врх басена језера Увс покрива већи део ланца Турген Ул и укључује североисточне падине планине Харира.

## Археологија
Према Гринпису, Убсунурска котлина броји 40.000 археолошких налазишта номадских Скита, туркијских народа, Хуна и других племена. Одређени број његових археолошких артефаката остаје непроучен. У Централној Азији има највећу концентрацију гробних хумки, које чине око половине његових археолошких налазишта, од којих су многа старија од египатских пирамида. Хиљаде резбарења и камених скулптура остало је из средњовековних насеља и будистичких храмова.
Археолошка истраживања обављена 2007–2008 на рушевинама Пор-Бажин, које се налазе на острвцу у руском делу језера Тере-Кол, сугеришу да је ограђени простор изграђен средином друге половине 8. века, под Ујгурским каганатом.

## Популација
Густина насељености у Убсунурској котлини је мала. Котлина је насељена скоро искључиво номадским Тувинцима и сточарима који живе у јуртама. Недостатак индустрије и ослањање становника на традиционалне начине живота, као што је номадско испашавање, имали су мали утицај на пејзаж и омогућили су екосистему да остане релативно слободан од негативних ефеката које људско присуство може наметнути. И руски и монголски делови котлине су дом номадских туванских сточара, који живе у јуртама и чине готово целокупно становништво.